# Svijonožci
Svijonožci (Cirripedia) jsou skupinou mořských korýšů ze skupiny Pancrustacea. Žijí přisedlým způsobem života na exponovaných skalách, molech, pontonech a také na pomalu se pohybujících živočiších jako jsou želvy a velryby. Zvláštní paraziti kořenohlavci (Rhizocephala) žijí ve vnitřnostech krabů.

## Systematika
Jedná se o jednu z nejvíce diverzifikovaných skupin korýšů. Obecně by je šlo rozdělit na svijonožce bez stopky a se stopkou, zvláštní skupinu tvoří parazitičtí kořenohlavci. Druhově největší skupinu tvoří svijonožci bez stopky. Ke svijonožcům se řadí více než 1 400 druhů. Základní monografii o svijonožcích vypracoval už Charles Darwin.

## Rozšíření
Svijonožci žijí výhradně v moři, přichycení na nejrůznějších substrátech jako jsou skály, korály či kořeny mangrovů. Typicky žijí v trsech, resp. v hustě obydlených koloniích. Často je lze nalézt na tělech jiných živočichů jako jsou korýši, želvy nebo velryby. S oblibou osidlují i lidské stavby a předměty jako jsou trupy lodí, mola a náčiní na mořských farmách, pročež jsou někdy považováni za invazivní druh. Vyhledávají pohyblivé vody jako jsou přílivové oblasti.

## Charakteristika skupiny
Jedná se o malé, přisedle žijící živočichy. Měkké tělíčko je pokryto systémem vápenatých destiček (4–8 v závislosti na druhu) vylučovaných pláštěm, který je rozšířeninou carapaxu. Destičky tvoří schránku pyramidového či kónického tvaru, která objímá celé tělo. Na vrcholu schránky se nachází víčko tvořené dvěma páry destiček, které jsou ovládány pomocí svalů. V případě vyrušení se svijonožec stáhne do schránky a víčko zaklapne. Pokud se svijonožec nachází v přílivové oblasti, víčko chrání jeho tělo v době odlivu před vyschnutím. Pokud tělo svijonožce začne velikostně přerůstat svou schránku, začne ji postupně svlékat a nahrazovat větší. Na spodní straně schránky se nachází cementová žláza, pomocí které se svijonožec přichytí k substrátu.
Svijonožci se krmí zachycováním mikroskopických organismů (planktonu) z vody pomocí extrémně prodloužených, mnohočlánkových hrudních přívěsků (cirri). Tyto péřovité, vějířovité útvary svijonožci rytmicky rychle vysouvají a zasouvají ze své schránky, čímž dochází k filtraci a přihánění mikroskopických organismů k ústům. Svijonožci nemají žábry, kyslík získávají ze svých hrudních přívěsků.

Ukázky druhové rozmanitosti
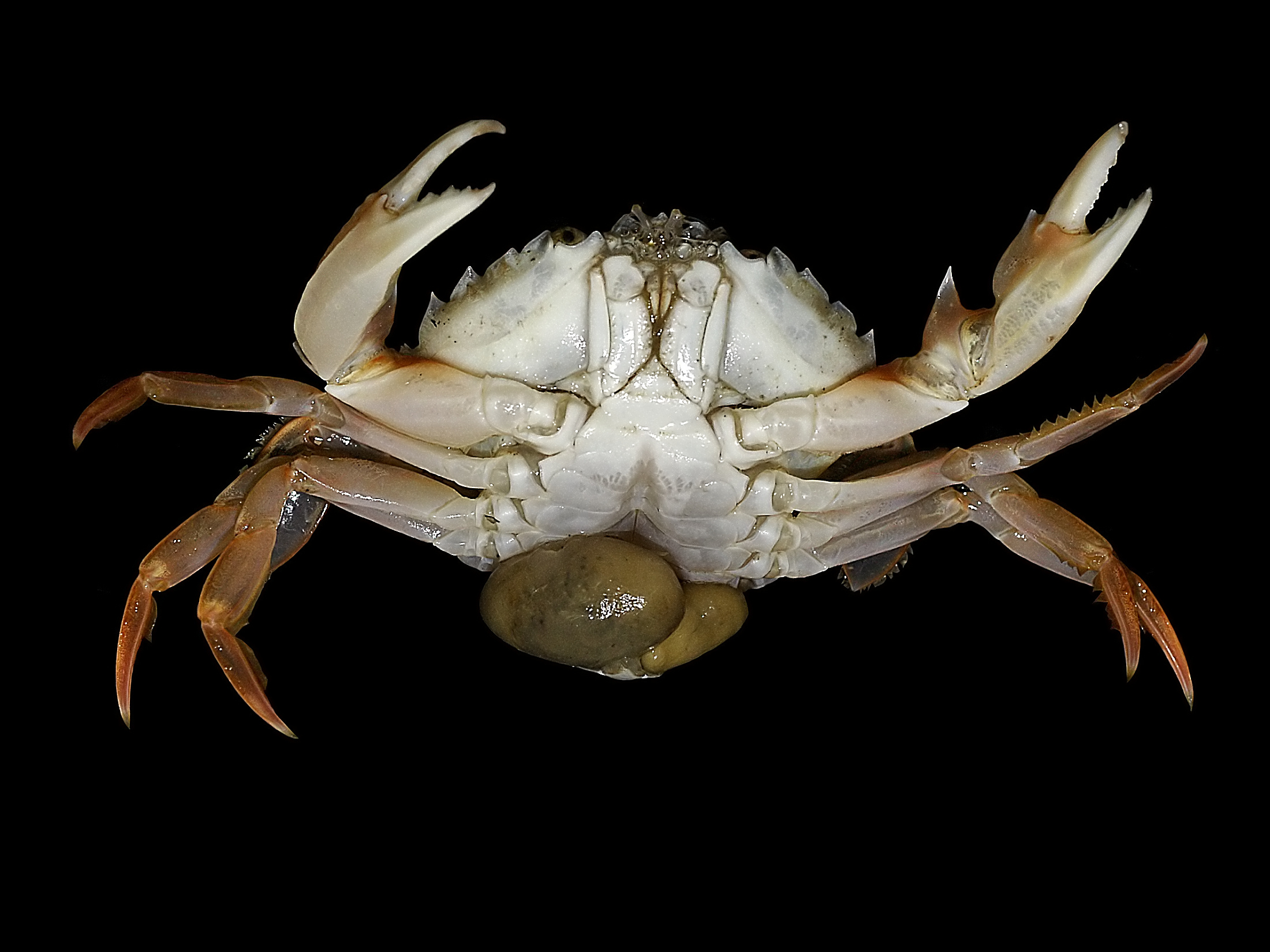
Parazitický kořenohlavec krabí na krabu veslonohém (Liocarcinus holsatus)
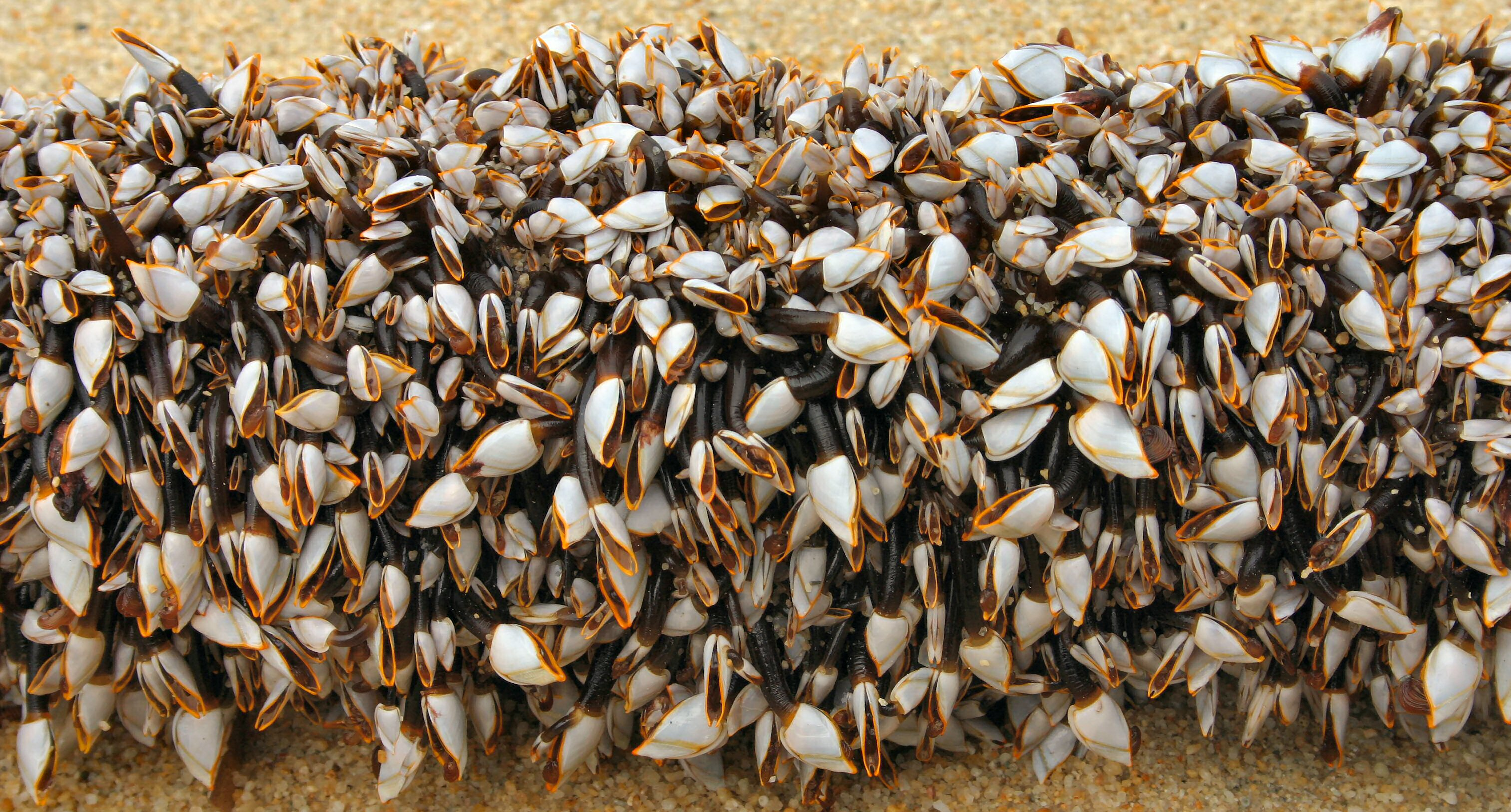
Stopkoví svijonožci druhu Lepas anatifera
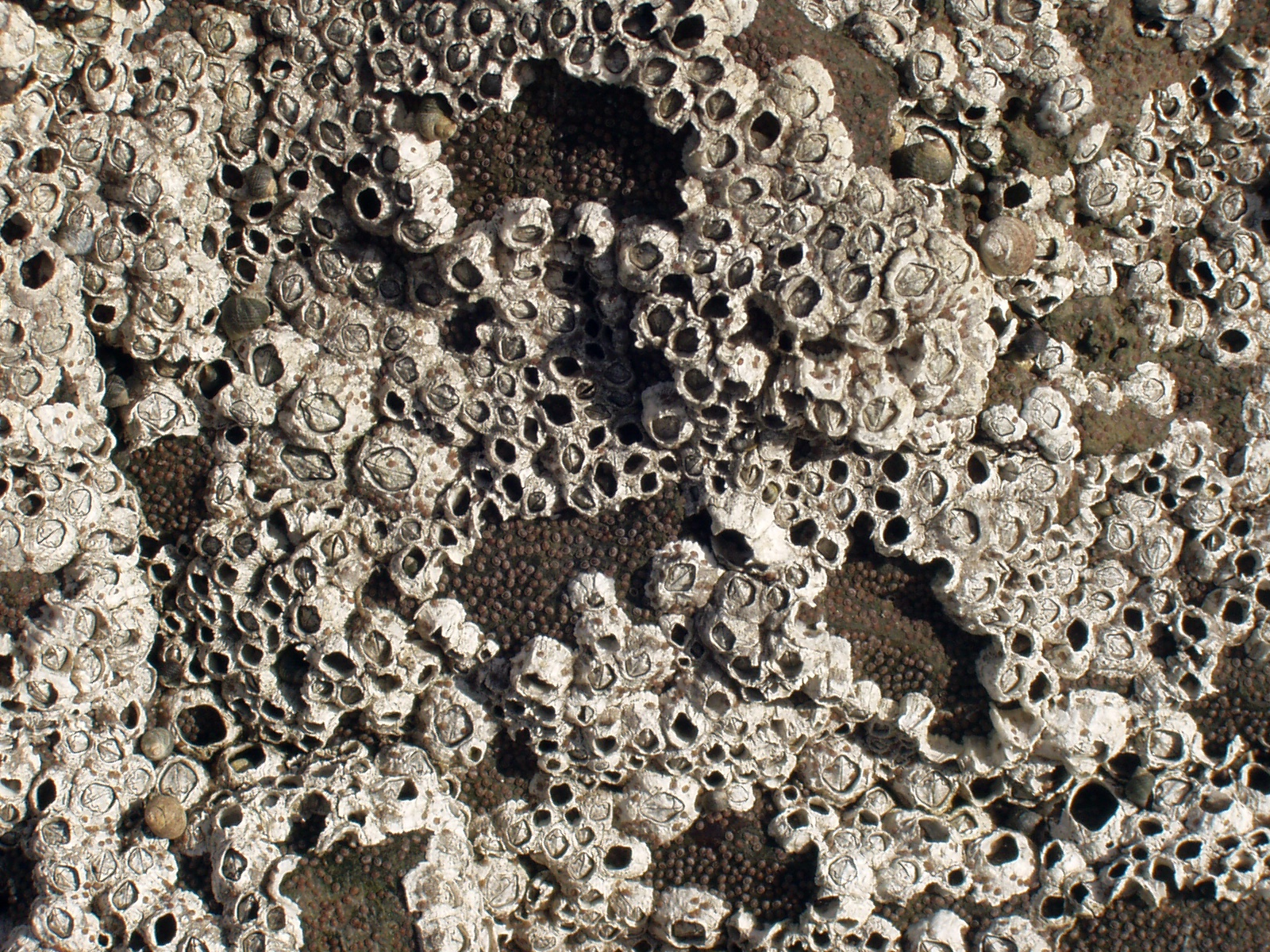
Bezstopkoví svijonožci druhu Semibalanus balanoides
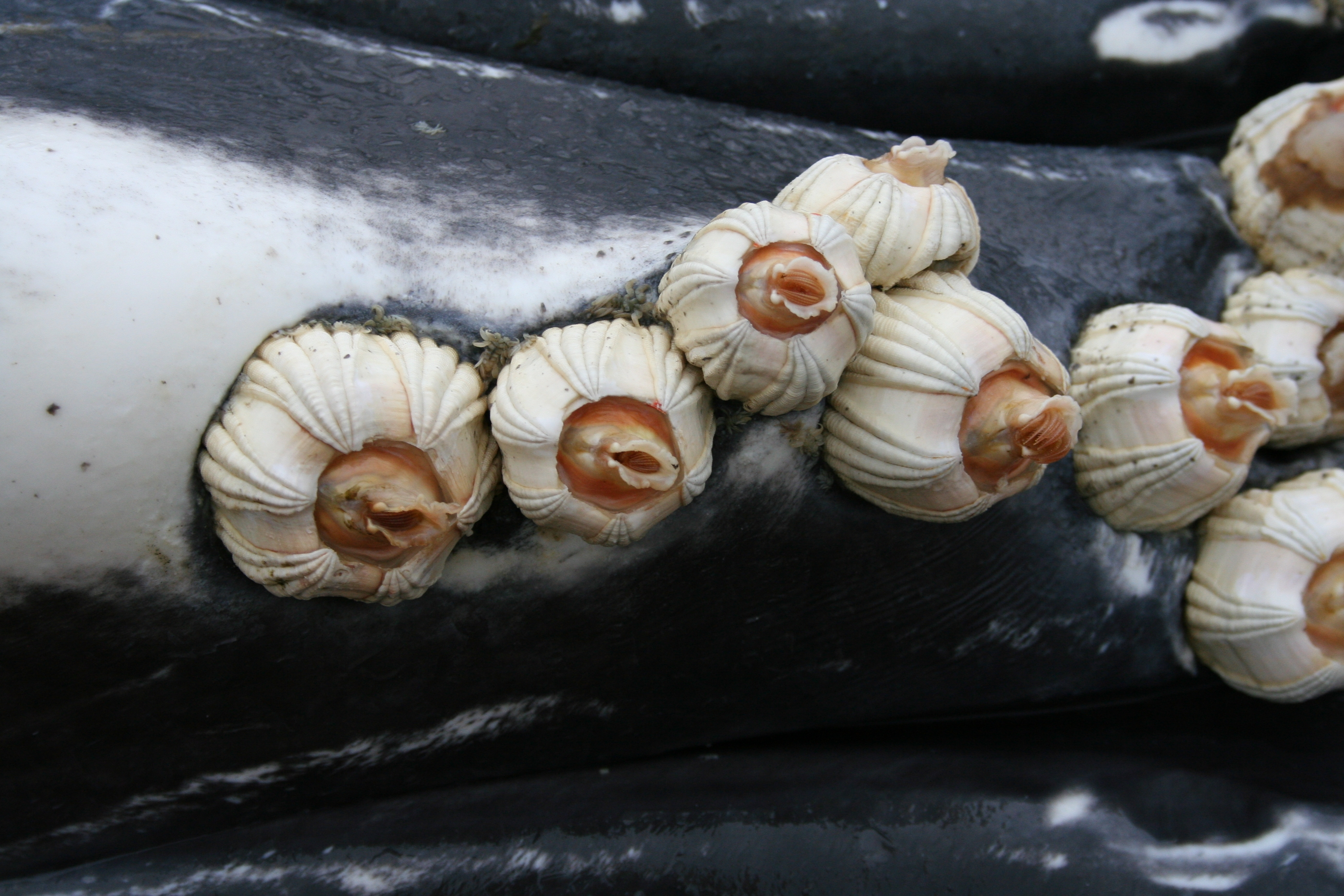
Svijonožci druhu Coronula diadema přichycení na kůži keporkaka
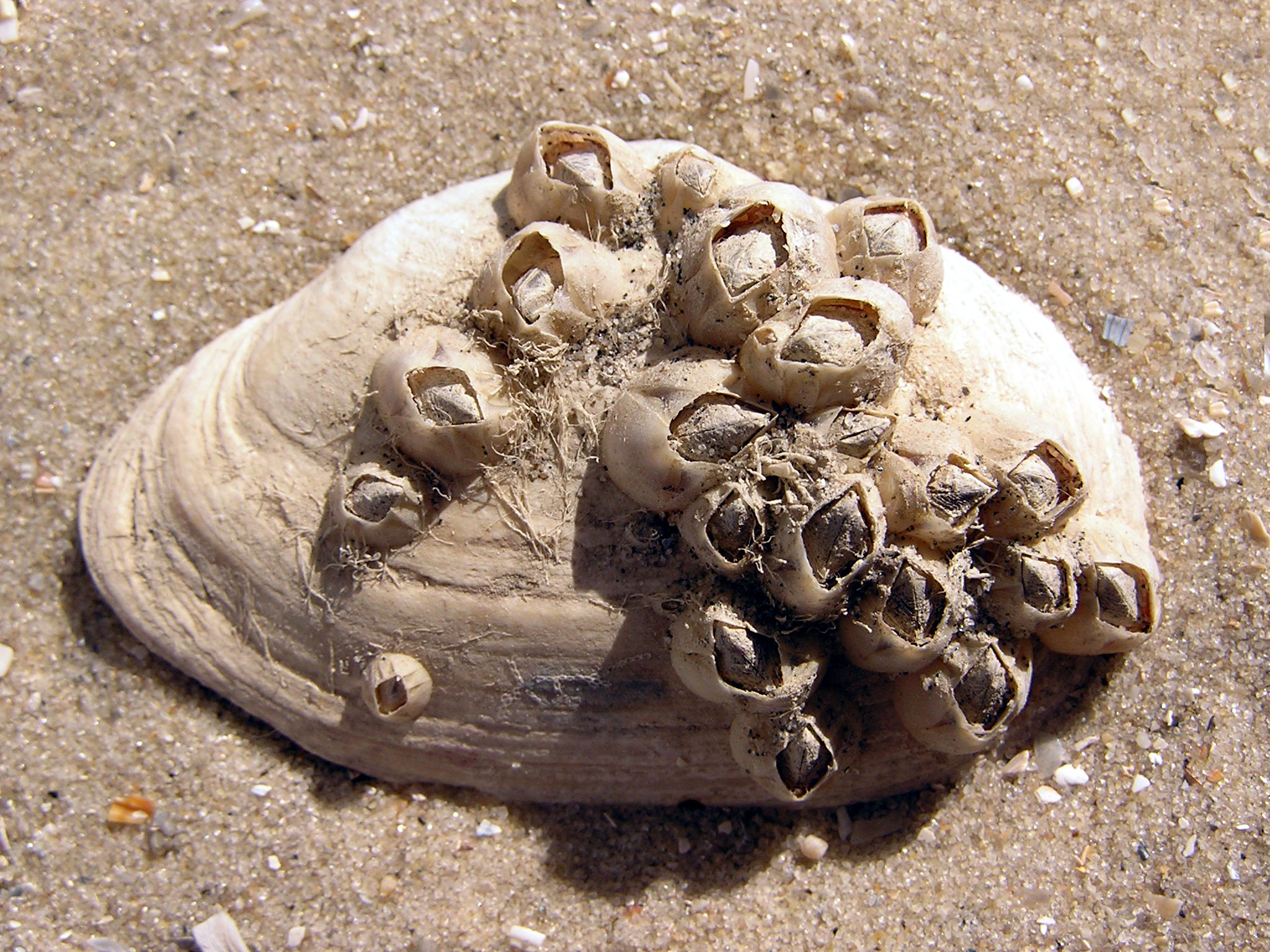
Balanus improvisus přilepená na schránce rozchlipky Mya arenaria

### Rozmnožování
Řada svijonožců jsou hermafrodité. Přisedlí svijonožci zdědili po svých předcích nutnost vnitřního oplodnění, což je pro ně nepraktické v tom, že nemohou jednoduše opustit své schránky a dojít oplodnit sousedního svijonožce. Evoluce tento problém vyřešila tak, že nadělila řadě druhů svijonožců velmi dlouhý penis vyrůstající z trupu (thorax), který svijonožec vystrčí ze své schránky a nahodilými pohyby kolem sebe hmatá po dalším svijonožci, do kterého by vypustil sperma. V extrémních případech jako u druhu Cryptophialus minutus může penis dosahovat až osminásobku délky těla, což je vůbec nejdelší poměr délky penisu k délce těla z celé živočišné říše. U některých druhů jako je přisedlý bezstopkový druh Semibalanus balanoides po inseminaci souseda penis odpadává a vyvíjí se znovu následující rok před obdobím rozmnožování. Zdaleka ne všichni svijonožci však disponují takto dlouhými penisy a takový penis druhu Pollicipes polymerus je dokonce kratší než hrudní přívěsky.
Někteří svijonožci navíc žijí osamoceně a přesto u nich byla zaznamenána oplozená vajíčka, což vedlo řadu vědců k názoru, že se jedná o formu samooplodnění. Novější výzkum (2013) však ukazuje, že někteří svijonožci (jako je Pollicipes polymerus) se mohou rozmnožovat vypuštěním spermatu do vodního sloupce, které je poté zachyceno jiným jedincem téhož druhu. Ze studie druhu P. polymerus vyplynulo, že i část jedinců žijících v dosahu penisů svých sousedů oplodnila svá vajíčka zachycením spermatu z vody.
Po oplození vajíček dochází k vylíhnutí naupliové larvy, která se po šesti svlékáních přetvoří do velmi živé cypridové larvy se složenýma očima. Cypridová larva pak vyhledává vhodný substrát k přisednutí. Zatímco naupliová larva je volně vznášející a s omezenými možnostmi pohybu, cypridová larva se dokáže ve vodě hbitě pohybovat pomocí hrudních končetin, které používá k plavání. Ke zkoumání povrchu využívá dlouhé antény. Po nalezení vhodného substrátu dojde k pevnému, doživotnímu přichycení a jedinec postupně dospívá.
Výrazně jiný životní cyklus mají kořenohlavci.

## Vztah k lidem
Adhezivum, které produkuje cementová žláza, je natolik pevné a odolné, že i po smrti svijonožce zůstává jeho prázdná schránka pevně přichycená k povrchu. Výdrž tohoto adheziva v extrémních podmínkách (různé teploty, vodní prostředí aj.) podnítila řadu výzkumů, jejichž cílem je porozumění vlastnostem a tvorbě tohoto adheziva s cílem vytvoření produktu na podobných principech a jeho následné komerční využití. Vědci z MIT již vyvinuli pastu na zastavení krvácení, která byla inspirována adhezivem svijonožců. Kolonie svijonožců mohou dosahovat masivních rozměrů; obrovské kolonie na lodních trupech mohou navýšit hydrodynamický odpor vody až o 60 %, což podle odhadů může vést až ke 40% nárůstu spotřeby paliva.
Maso svijonožců je v některých zemích běžně konzumováno. K těmto zemím patří Portugalsko a Španělsko, kde se běžně konzumuje Pollicipes pollicipes. V Chile je s oblibou konzumován druh Austromegabalanus psittacus.

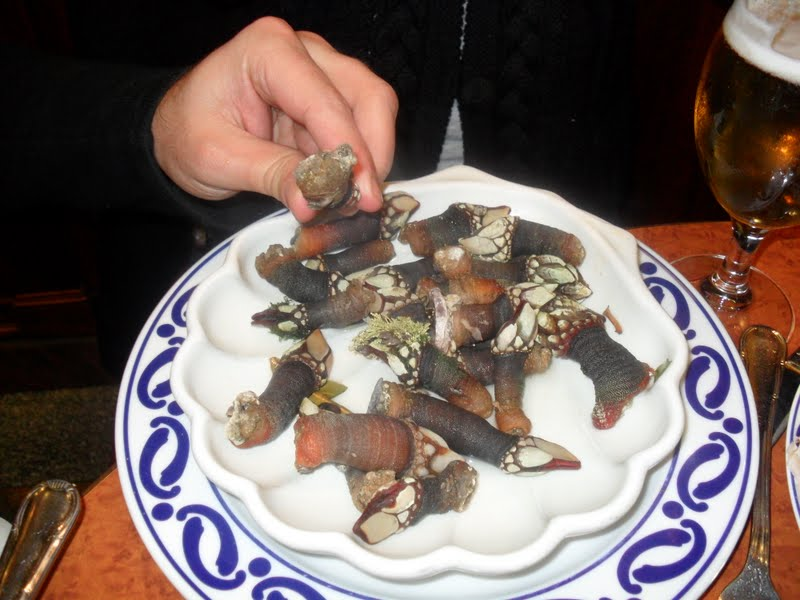
Pokrm v madridské restauraci připravený ze svijonožců druhu Pollicipes pollicipes
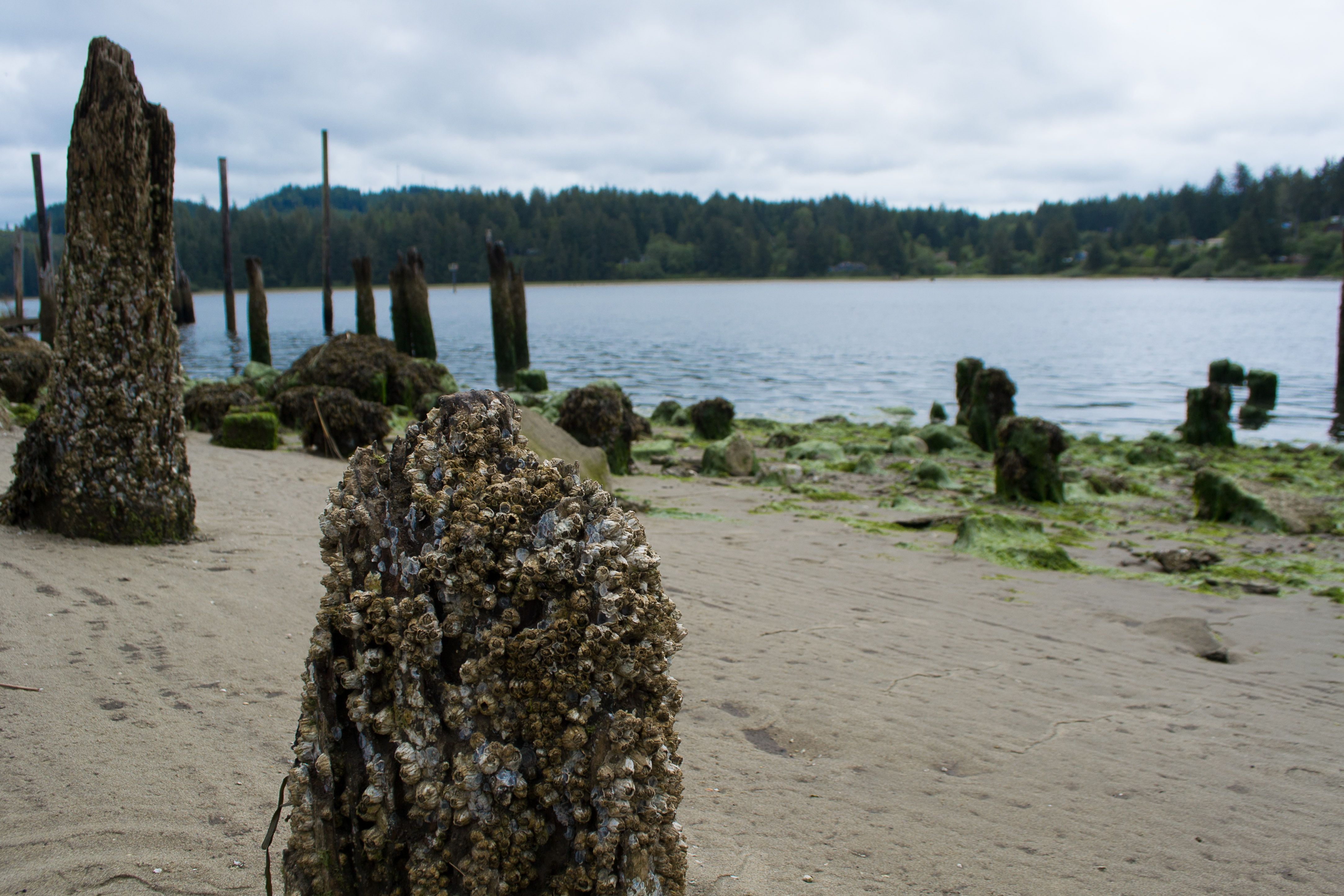
Svijonožci na pontonu